# Andreas Eis
Andreas Eis (* 17. Mai 1968 in Erfurt) ist ein deutscher Politikdidaktiker. Er ist seit 2015 Professor für Politische Bildung an der Universität Kassel.

## Leben
Nach einer Tischlerlehre in Eisenach und anschließender Tätigkeit als Schreiner in Mannheim absolvierte Eis das Studium für Gymnasiallehramt mit den Fächern Sozialkunde und Philosophie an der Friedrich-Schiller-Universität in Jena. Auslandssemester absolvierte er am Institut d’Etudes Politiques in Rennes (Frankreich) und an der Michigan State University, East-Lansing, (Michigan, USA). Für seine Abschlussarbeit erhielt Eis den Examenspreis des Fördervereins des Instituts für Politikwissenschaft der FSU Jena. Das zweite Staatsexamen legte er mit dem Referendariat in Stadtroda in den Fächern Ethik und Sozialkunde ab.
Von 2004 bis 2008 arbeitete Eis als wissenschaftlicher Mitarbeiter an der Professur für Didaktik der Politik im Institut für Politikwissenschaft und in mehreren Forschungsprojekten der FSU Jena. 2005 absolvierte Eis ein Graduiertenstudium für Empirische Didaktikforschung am Zentrum für Lehrerbildung und Didaktikforschung ebenfalls an der Friedrich-Schiller-Universität in Jena. Anschließend arbeitete Eis von 2008 bis 2009 als wissenschaftlicher Mitarbeiter an der Professur für Didaktik der Sozialkunde an der Universität Augsburg. Seine Promotion (2009) trug den Titel: „Europäische Bürgerschaftsbildung. Die Generierung konzeptuellen Deutungswissens im Politikunterricht als Neukonstruktion der Bürgerrolle im europäischen Mehrebenensystem“.
Von 2009 bis 2011 übernahm Eis die Vertretungsprofessur für die Didaktik der Sozialwissenschaften und der Politischen Bildung an der Goethe-Universität Frankfurt/M., woraufhin er bis 2015 die Juniorprofessur für den Lehrstuhl Didaktik des politischen Unterrichts und der politischen Bildung an der Carl von Ossietzky Universität in Oldenburg innehatte. Gemeinsam mit David Salomon (Universität Siegen) erhielt Eis 2015 den Walter-Jacobsen-Preis der Deutschen Vereinigung für Politische Bildung in der Kategorie Innovation.
Seit 2015 ist Eis Professor für die Didaktik der politischen Bildung an der Universität Kassel. Seine Arbeits- und Forschungsschwerpunkte sind: Europapolitische Bildung, Transformationsprozesse und Vergesellschaftung in entgrenzten Demokratien, Diversität und partizipatorische Demokratiebildung und Qualitative Lern- und Unterrichtsforschung.
Er ist Mitautor und Mitinitiator der Frankfurter Erklärung für eine kritisch-emanzipatorische Politische Bildung.
Andreas Eis ist Mitglied in folgenden Vereinen/Verbänden:
- Assoziation für kritische Gesellschaftsforschung
- Deutsche Vereinigung für politische Bildung e.V.
- Deutscher Hochschulverband e.V.
- Die Kopiloten e.V. – gemeinsam.politisch.bilden.
- Gesellschaft für Politikdidaktik und politische Jugend- und Erwachsenenbildung e.V.
- Gesellschaft für bedrohte Völker e.V.
- Gewerkschaft Erziehung und Wissenschaft
- Vertrauensdozent der Hans-Böckler-Stiftung
- Vertrauensdozent der Rosa-Luxemburg-Stiftung

## Publikationen

### Monographien, Herausgeberschaften
- Andreas Eis, Claire Moulin-Doos (Hrsg.): Kritische politische Europabildung. Die multiple Krise Europas als kollektive Lerngelegenheit? Immenhausen 2018.
- Andreas Eis, David Salomon (Hrsg.): Gesellschaftliche Umbrüche gestalten – Transformationen in der Politischen Bildung. Schwalbach/Ts. 2014.
- Büsing, Harald/Andreas Eis/Klöpper, Manfred (Hrsg.): Demokratie in der Krise – Krisenpolitik und demokratische Legitimantion Oldenburg 2013.
- Andreas Eis, Torsten Oppelland, Christian Tischner (Hrsg.): Politik kulturell verstehen. Politische Kulturforschung in der Politikdidaktik. Festschrift für Carl Deichmann zum 65. Geburtstag. Schwalbach/Ts. 2011.
- Andreas Eis: Europäische Bürgerschaftsbildung. Die Neukonstruktion der Bürgerrolle im europäischen Mehrebenensystem. Schwalbach/Ts. 2010.
- Andreas Eis: Kulturelle und politische Identität deutschsprachiger Minderheiten in Nordamerika. Der Gemeinschafts- und Politikbegriff der Amischen. Universität Jena 2001.

### Mitwirkung an Bildungsmaterialien
- Europa nach der Krise? Attac Bildung: Wirtschaft demokratisch gestalten lernen. Frankfurt/M. 2015 (gemeinsam mit:  Christoph Hörnschemeyer, Johannes Krämer, Holger Oppenhäuser, Gunter Quaißer, Herbert Storn)[3]
- TTIP & Co: Handelsvertrag sticht Demokratie? Attac Bildung: Wirtschaft demokratisch gestalten lernen. Frankfurt/M. 2016 (gemeinsam mit: Christoph Hörnschemeyer, Roland Jourdan, Frederik Metje, Holger Oppenhäuser, Gunter Quaißer)[4]

### Aktuelle Beiträge in Fachzeitschriften, Sammelbänden und Lehrbüchern
- Andreas Eis, Juliane Hammermeister: Herrschaftskritik und emanzipative Praxis: Hegemonie und Zivilgesellschaft als pädagogisches Verhältnis bei Antonio Gramsci. In: Markus Gloe, Tonio Oeftering (Hrsg.): Politische Bildung meets Politische Theorie. Schwalbach/Ts. 2017
- Andreas Eis: Mythos Mündigkeit? – Partizipation und politisches Handeln: Selbst(des)illusionierung als Aufgabe emanzipatorischer Politischer Bildung? In: D. Lange, S. Greco (Hrsg.): Mündigkeit und Aufklärung in der Politischen Bildung. 2017
- Andreas Eis: What Do German High School Students Think about the GDR – Memory Culture between Glorification and Evaluation? In: Michael Dreyer, Franziska Lys (Hrsg.): Virtual Walls: Balancing Political Unity and Cultural Differences in Contemporary Germany. Chicago 2017
- Andreas Eis, Bettina Lösch: Politische Bildung. In: Handbuch Kritische Pädagogik 2017.
- Andreas Eis, Bettina Lösch, Achim Schröder, Gerd Steffens: Declaration of Frankfurt. For a Critical Emancipatory Political Education. In: Journal of Social Science Education. 1/2016
- Andreas Eis: Edutainment statt Politische Bildung? (Post)Politische Events, simulierte Partizipation und Gelegenheiten der Selbstermächtigung im Zeitalter des „communicative capitalism“. In: Martin Dust, Ingrid Lohman, Gerd Steffens (Hrsg.): Events & Edutainment. Jahrbuch für Pädagogik 2016. Frankfurt/M. 2016, S. 183–196
- Andreas Eis: Emanzipation und Ideengeschichte: Das uneingelöste Versprechen der Demokratie. In: Klaus-Peter Hufer, Dirk Lange (Hrsg.): Handbuch Erwachsenenbildung – politische Bildung mit Erwachsenen. Schwalbach/Ts. 2016, S. 111–121
- Andreas Eis, Claire Moulin-Doos: Kompetenz zum Widerstand oder zum politischen Ungehorsam? In: Fritz Reheis (Hrsg.): Kompetenz zum Widerstand. Eine vernachlässigte Aufgabe der Politischen Bildung. Schwalbach/Ts. 2016, S. 130–138
- Andreas Eis: Partizipation und politisches Lernen in der postdemokratischen Aktivgesellschaft In: Demirovic, Alex (Hrsg.): Transformation der Demokratie – Demokratische Transformation S. 104–122
- Andreas Eis: Politische Bildung untersucht, wie Macht- und Herrschaftsansprüche in den Subjekten und in den gesellschaftlichen Verhältnissen wirksam werden. In: Kerstin Pohl (Hrsg.): Positionen der Politischen Bildung. Ein Interviewbuch zur Politikdidaktik. 2. Neuauflage, Schwalbach/Ts. 2015, 406–423
- Andreas Eis, Claire Moulin-Doos: Prekäre Verantwortung zwischen Entpolitisierung und politischer (Selbst)Steuerung. Verantwortungskonflikte in der Politischen Bildung. In: Anna Henkel, Niels Åkerstrøm-Andersen (Hrsg.): Precarious Responsibility: Attribution of Responsibility under Conditions of Trust in Systems. Soziale Systeme. Zeitschrift für Soziologische Theorie Jg. 19/Heft 2., Berlin/Boston: De Gruyter 2016, S. 405–429
- Andreas Eis: Vom „Beutelsbacher Konsens“ zur „Frankfurter Erklärung: Für eine kritisch-emanzipatorische Politische Bildung“? In: Benedikt Widmaier, Peter Zorn (Hrsg.): Brauchen wir den Beutelsbacher Konsens? Eine Debatte der politischen Bildung. Bonn 2016, S. 131–139
- Andreas Eis, Sven Rößler: Diversitätsreflexive Politische Bildung in der Migrationsgesellschaft: Postnationale Praktiken politischer Subjektivierung in der Spätmoderne. In: Rudolf Leiprecht, Anja Steinbach (Hrsg.): Schule in der Migrationsgesellschaft. Schwalbach/Ts. 2015, 2. Neuauflage, 421–440
- Andreas Eis: „Doing Identity“ statt Integration? – Postnationale Narrationen des Selbst als Gegenstand politischer Ethik und Aufgabe hermeneutischer Bildungsforschung. In: Ingo Juchler (Hrsg.): Hermeneutische Politikdidaktik: Perspektiven der politischen Ethik. Wiesbaden 2015, 121–138
- Andreas Eis: Europa. In: Bundeszentrale für politische Bildung (Hrsg.): Online-Dossier Politische Bildung.
- Andreas Eis, Bettina Lösch, Achim Schröder, Steffens: Frankfurter Erklärung. Für eine kritisch-emanzipatorische politische Bildung. In: Journal für politische Bildung. 4/2015, 94–96; sowie in: Politisches Lernen. 3–4/2015, 40–41
- Andreas Eis, Claire Moulin-Doos: Politische Prekarität postdemokratischer Verantwortung: Eine Herausforderung für die politische Bildungsforschung. In: Politik unterrichten 1/2015, 16–21
- Andreas Eis: Soziale Praxis und politisches Lernen in der entpolitisierten Aktivgesellschaft. In: Michael Götz, Benedikt Widmaier, Alexander Wohnig (Hrsg.): Soziales Engagement politisch denken. Chancen für die Politische Bildung. Schwalbach/Ts. 2015, 117–138